# Rokometni klub Brežice
Rokometni klub Brežice je slovenski rokometni klub iz Brežic. Njegova domača dvorana je športna dvorana Brežice . Trenutno igra v slovenski drugi ligi imenovani 1. B moška državna rokometna liga.